# Piotr I Sprawiedliwy
Piotr I Okrutny, port. Pedro I o Cruel, Piotr I Sprawiedliwy port. Pedro I o Justiceiro (ur. 8 kwietnia 1320, zm. 18 stycznia 1367) – ósmy król Portugalii od 1357.

## Życiorys
Piotr nie jest dobrze wspominanym władcą i zapisał się w historii głównie przez swoją nieszczęśliwą miłość do Inês de Castro, z którą wdał się w romans będąc żonatym z księżniczką Konstancją Manuel. Za jego panowania przebudowano zamek w Alter do Chão.

### Konflikt z ojcem
Romansu nie pochwalał ojciec Piotra, król Afonso IV. Dwór portugalski był wówczas bardzo podzielony na stronników Kastylii (do których należała m.in. Inês) oraz szlachtę portugalską. Ojciec Piotra, obawiając się obcych wpływów, zlecił zamordowanie kochanki syna, co stało się w 1355.
Piotr wzniecił rewoltę przeciw ojcu, który wszakże wkrótce zmarł, i Piotr wstąpił na tron. Jednym z pierwszych jego działań było schwytanie i brutalne zabicie morderców kochanki (zlecił to wyjątkowo nieudolnemu oprawcy, który wyrywał serce przez pierś lub spod łopatki, król w tym czasie ucztował). Jako nowy władca Piotr prowadził dobrą dla królestwa politykę. Wprowadził szereg reform administracyjnych, wspierał klasy średnie i niskie, oraz dążył do utrzymania niezależności od papieża.
Miłości Inez i Piotra poświęcony jest wiersz Kazimiery Zawistowskiej pt. Inez De Castro:

"Milsza mu była niż sceptr i korony, 

Okrutny tyran kastylskiej stolicy 

Drżał pod pieszczotą jej czarnej źrenicy, 

Do krosien jedwab zwijając czerwony. 

Lecz zemsta grandów bijących pokłony 

U stóp królewskiej, nieślubnej łożnicy 

Po cichu wbiła w serce miłośnicy, 

Po samą głownię, sztylet wyostrzony. 

Oszalał z bólu, krwi toczył szkarłaty, 

Kąpał się we krwi – więził, ścinał, palił, 

A potem kamień grobowy odwalił. 

I stroił trupa w swe królewskie szaty – 

I do sewilskiej wiódł tronowej sali, 

By dłoń szkieletu możni całowali."

### Śmierć Inez
Wiersz dotyczy romansu i śmierci Inez Castro z infantem portugalskim Pedro. Ojciec księcia polecił zamordować kochankę syna. Pedro natychmiast podniósł bunt przeciwko ojcu. Wojna domowa załagodzona przez królową matkę, została przerwana, a infant postanowił poczekać z zemstą. Gdy tylko wstąpił na tron, rozpoczął rozprawę z zabójcami kochanki, którą uważał za żonę (podobno zawarli w tajemnicy związek małżeński). Ścigał ich konsekwentnie i uparcie – stosując tak brutalne metody postępowania, że dosłużył się przydomku Okrutny – zaznaczyć należy, że w historiografii Pedro występuje raczej pod przydomkiem Sprawiedliwy, był bowiem twórcą fundamentów późniejszej potęgi królestwa.
W Kronikach Królewskich (dziejach Portugalii spisanych przez kronikarza Fernão Lopesa, dla króla Jana Dobrego – bękarta Pedra, z innej jednak niż Inez matki), opisywane są wydarzenia poprzedzające wstąpienie na tron wspomnianego Jana – wielkiego mistrza zakonu Avis, po śmierci (przyrodniego brata) Ferdynanda I, następcy Pedra – syna Pedro z prawego łoża. 
Mordercami Inez byli: Diego Lopes, Alvaro Goncalves i Pedro Coelho.
Pedro ścigał ich konsekwentnie, wymusił wydanie ich przez króla Kastylii. Diego Lopes uciekł. Goncalves i Coelho zaś spotkali się z królem, doprowadzeni przed jego oblicze w mieście Santarem. Tam Pedro osobiście ich wychłostał, a następnie zarządził ucztę, podczas której wyjątkowo niewprawny oprawca zadał długą i straszliwą śmierć skazańcom, gdy król i zmuszeni do tego dworzanie jedli. Coelho miał wyrywane serce przez pierś, zaś Goncalves miał wyrywane serce spod łopatki. Następnie król polecił spalić ciała morderców. Wedle rozpowszechnianej przez Katalończyków (wyjątkowo nieprzychylnych Portugalii) wersji, król miał wydobyć z grobu ciało Inez, woził ze sobą i zmuszał do całowania ręki trupa arystokratów. Dzieciom z tego związku starał się zapewnić pozycję równą legalnemu synowi Fernandowi, który zresztą bardzo cenił swych przyrodnich braci.

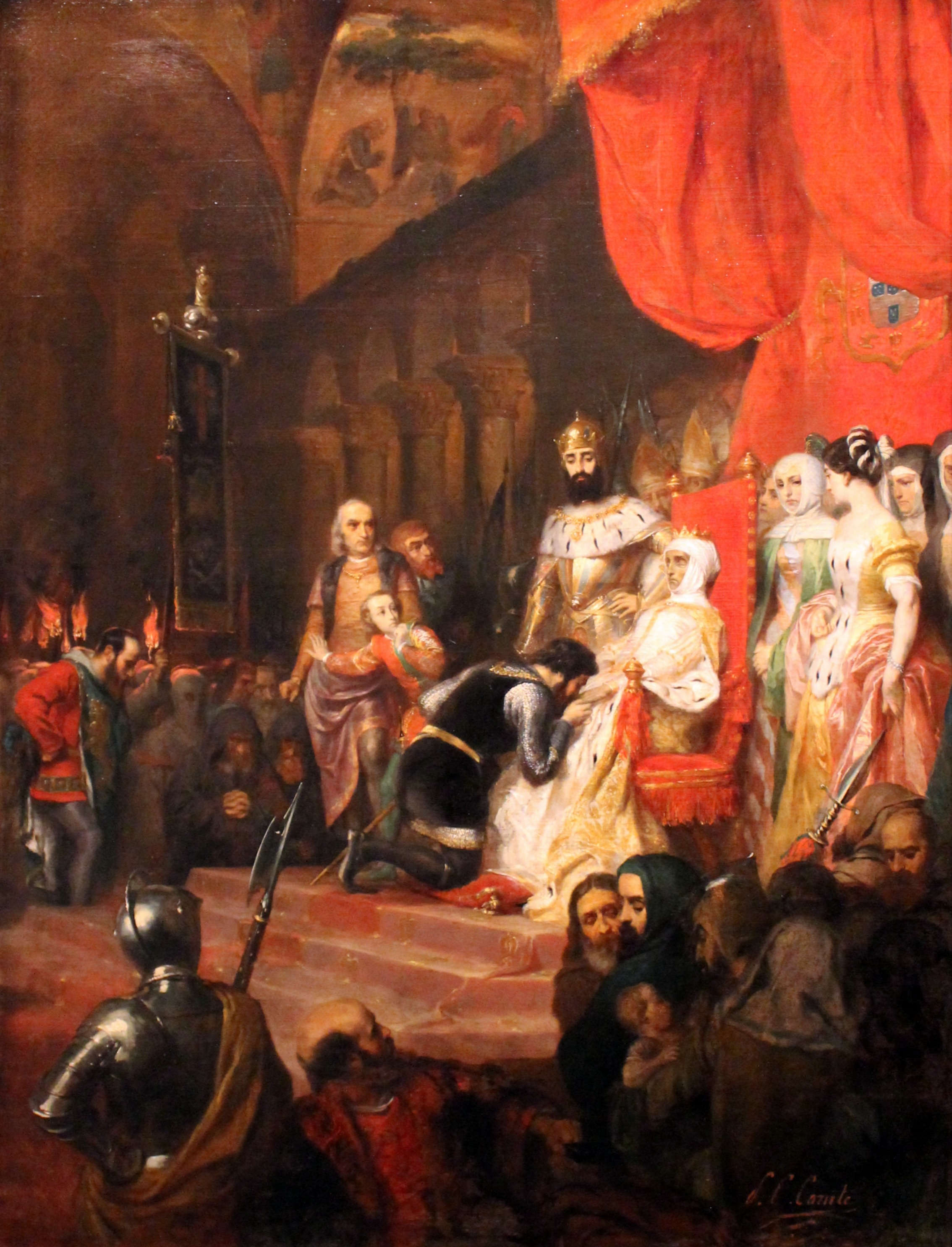
Piotr asystujący składaniu przez arystokratów hołdu ekshumowanej i koronowanej Inez

W klasztorze Alcobaca Pedro polecił zbudować sarkofag dla siebie i Inez (wspaniały przykład rzeźby gotyckiej) i polecił ułożyć w nich ciała tak, by w chwili sądu ostatecznego powstali z głowami zwróconymi ku sobie, od razu widząc siebie. Życzenie zostało spełnione przez następców srogiego króla.

### Małżeństwa i potomstwo
W 1325 Piotr ożenił się z Blanką Kastylijską (ok. 1315–1375), małżeństwo to zostało jednak anulowane w 1333. W[1339 Piotr poślubił Konstancję Manuel (ok. 1320–1349), z którą miał:
- Ludwika (1340),
- Marię (1342 po 1367), markizę Tortosa jako żonę infanta Ferdynanda Aragońskiego, markiza Tortosa,
- Ferdynanda I (1345–1383), kolejnego króla Portugalii,

Z Inês de Castro (ok. 1320–1355), która prawdopodobnie poślubił w 1354, miał:
- Alfonsa (zmarłego w dzieciństwie),
- Beatrycze (ok. 1347–1381), hrabinę Alburquerque jako żonę Sancha Kastylijskiego, hrabiego Alburquerque i Haro,
- Jana (1349–1397), pana Porto de Mós, Ceia i Montelonso, księcia Valencia de Campos,
- Dionizego (1354–1397), pana Villar-Dompardo, później pana Cifuentes, Escalona i Alvar de Tormes.

Z Teresą Gille Lourenço (ok. 1330–?), miał:
- Jana I (1357–1433), wielkiego mistrza Zakonu Aviz, kolejnego (po Ferdynandzie I, królu Portugalii).